# Alexis Caswell Angell

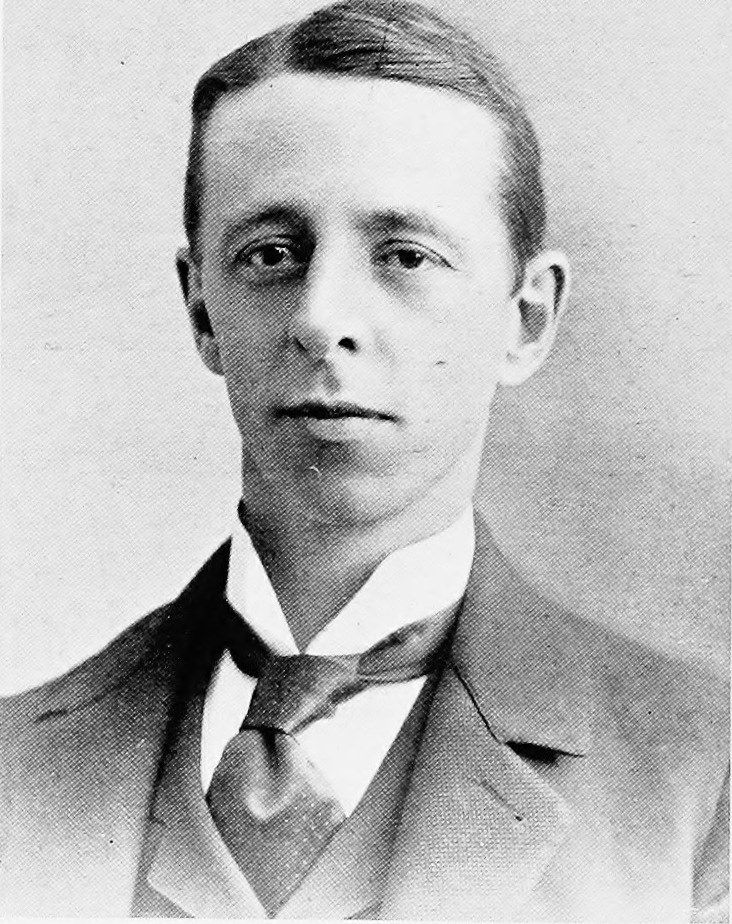
Alexis Caswell Angell (1906)

Alexis Caswell Angell (* 26. April 1857 in Providence, Rhode Island; † 24. Dezember 1932) war ein US-amerikanischer Jurist. Nach seiner Berufung durch Präsident William Howard Taft fungierte er von 1911 bis zu seinem Rücktritt im Jahr 1912 als Bundesrichter am Bundesbezirksgericht für den östlichen Distrikt von Michigan.

## Werdegang
Alexis Angells Großvater mütterlicherseits war Alexis Caswell, der 1868 Präsident der Brown University wurde. Sein Vater James Burrill Angell wurde später US-Gesandter im Kaiserreich China und im Osmanischen Reich; sein jüngerer Bruder James hatte von 1921 bis 1937 die Präsidentschaft der Yale University inne. Angell besuchte nach seinem Schulabschluss die University of Michigan, an der er 1878 den Bachelor of Arts erwarb. Nach dem Abschluss einer Ausbildung in den Rechtswissenschaften im Jahr 1879 folgte 1880 der Bachelor of Laws an der Law School der University of Michigan. Anschließend praktizierte er bis 1911 als Rechtsanwalt in Detroit. Außerdem wurde er 1893 Professor der Rechtswissenschaften an der University of Michigan, wo er bis 1898 verblieb. Er gehörte der Republikanischen Partei an, bekleidete aber nie ein politisches Amt.
Am 25. Februar 1911 wurde Angell durch Präsident Taft als Nachfolger von Henry Harrison Swan zum Richter am United States District Court for the Eastern District of Michigan ernannt. Nach der Bestätigung durch den US-Senat, die am 2. März desselben Jahres erfolgte, konnte er unmittelbar darauf sein Amt antreten. Bereits am 1. Juni 1912 trat er als Bundesrichter zurück und wurde durch Arthur J. Tuttle ersetzt. Angell kehrte in seine private Anwaltspraxis in Detroit zurück, die er bis zu seinem Tod am 24. Dezember 1932 betrieb. Er wurde auf dem Forest Hill Cemetery in Ann Arbor beigesetzt. Sein 1899 geborener Sohn Robert wurde ein angesehener Soziologe.